# ISO 3166-2:AG

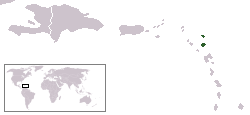
ISO 3166-2:AG

کد ISO 3166-2:AG بخشی از استاندارد ایزو ۳۱۶۶ برای کشور آنتیگوا و باربودا است که توسط سازمان بین‌المللی استانداردسازی ISO تنظیم شده‌است این سازمان، کدهای استاندارد را برای تقسیمات کشوری (ایالت‌ها یا استان‌های) کشورهای فهرست شده در استاندارد ایزو ۳۱۶۶-۱ تعریف می‌کند.
هر کد شامل دو بخش می‌گردد که توسط علامت - جدا می‌گردند.
- بخش نخست AG که در ایزو ۳۱۶۶-۱ آلفا-۲ کد کشور آنتیگوا و باربودا است.
- بخش دوم شامل یک یا دو یا سه حرف است که بیان‌کننده استان یا ایالت کشور آنتیگوا و باربودا می‌باشد.

## کدها
| # | کدها  | بخش                                      |
| - | ----- | ---------------------------------------- |
| ۱ | AG-03 | Saint George Parish, Antigua and Barbuda |
| ۲ | AG-04 | Saint John Parish, Antigua and Barbuda   |
| ۳ | AG-05 | مریم                                     |
| ۴ | AG-06 | Saint Paul Parish, Antigua and Barbuda   |
| ۵ | AG-07 | Saint Peter Parish, Antigua and Barbuda  |
| ۶ | AG-08 | Saint Philip                             |
| ۷ | AG-10 | بارابودا                                 |
| ۸ | AG-11 | Redonda                                  |